# كعز (ريمة)

تعديل مصدري - تعديل

كعز,ريمة أو قرية كعز هي إحدى قرى عزلة بني سعيد الواقعة ضمن مديرية الجعفرية التابعة لمحافظة ريمة، بلغ تعداد سكانها (553) نسمة حسب تعداد اليمن لعام 2004.

## المحلات التابعة للقرية
- الحقل
- الحمرة
- المحجر
- المغربة
- طفل
- الكدحة
- القرية

## روابط خارجية
- الدليل الشامــل